# Onthophagus pillara
Onthophagus pillara är en skalbaggsart som beskrevs av Matthews 1972. Onthophagus pillara ingår i släktet Onthophagus och familjen bladhorningar. Inga underarter finns listade i Catalogue of Life.